# Lyle (film)
Pour l’article homonyme, voir Lyle.
Pour plus de détails, voir Fiche technique et Distribution.
Lyle est un film américain écrit et réalisé par Stewart Thorndike sorti en 2014.

## Fiche technique
- Titre original : Lyle
- Réalisation : Stewart Thorndike
- Scénario : Stewart Thorndike
- Photographie : Grant Greenberg
- Musique :
- Production :
- Société(s) de production :
- Société(s) de distribution :
- Budget :
- Pays d'origine :  États-Unis
- Langue : anglais américain
- Format : Couleurs
- Genre : Drame, horreur
- Durée : 65 minutes
- Dates de sortie :
- États-Unis : 
  - 12 juillet 2014 (Outfest)
  - 28 juillet 2014 (NewFest (en))
  - 20 septembre 2014 sortie DVD
- Norvège :  20 septembre 2014 (Skeive Filmer)

## Distribution
- Gaby Hoffmann : Leah
- Kim Allen : Taylor
- Ashlie Atkinson : Faye
- Michael Che : Threes
- Ingrid Jungermann : June
- Rebecca Street : Karen